# Ceratina augochloroides
Ceratina augochloroides är en biart som beskrevs av Adolpho Ducke 1911. Ceratina augochloroides ingår i släktet märgbin, och familjen långtungebin. Inga underarter finns listade i Catalogue of Life.